# Dendryphantes fulviventris
Dendryphantes fulviventris là một loài nhện trong họ Salticidae.
Loài này thuộc chi Dendryphantes. Dendryphantes fulviventris được Hippolyte Lucas miêu tả năm 1846.